# Ruden (isola)
L’isola di Ruden si trova nel Peenestrom nella zona litoranea tedesca del Mar Baltico del Meclemburgo-Pomerania Anteriore.

## Geografia
Si tratta di una piccola isola di 24 ettari di superficie, la cui massima lunghezza raggiunge i 2,9 km, ma la cui larghezza non supera i 390 m. La parte meridionale, lunga circa 1,25 km è una penisola sabbiosa larga qua e là  solo da 5 a 6 m. ma che comunque non supera mai i 40 m, rinforza da opere in cemento per preservarla dall'erosione delle onde. All'estremo sud, che dista non più di 1,9 km dalla costa, è stato eretto un faro.

## Storia
Nella letteratura patriottica si parla di un amato drappo, abbellito e decorato, secondo le saghe ed i racconti, che sarebbe andato perduto durante una violenta tempesta che il giorno di Ognissanti del 1304 avrebbe distrutto il collegamento fra la penisola di Mönchgut, dell'isola di Rügen con Ruden.
Dal XVII secolo l'isola di Ruden venne utilizzata dai danesi e dagli svedesi come stazione doganale e di guida in mare. Nei secoli successivi l'isola si rimpicciolì lentamente ma gradualmente a causa dell'erosione marina, specialmente sulla costa settentrionale: ancora nel 1700 la superficie dell'isola era il triplo di quella attuale. Nel corso della violenta mareggiata del 1872 vennero spazzati via da 20 a 26 metri della costa orientale. Alla fine del XIX secolo un'altra mareggiata spezzò in due l'isola. A seguito di ciò venne iniziata dal 1894 l'erezione di un manufatto di protezione con la costruzione di una muraglia, per fare dell'isola un punto di riferimento. Dopo l'ennesima mareggiata, avvenuta nel 1904, che ebbe come conseguenza la perdita di altre parti di terreno, le dighe di protezione vennero ulteriormente rinforzate. Oggi una diga ad anello nella parte settentrionale e in quella meridionale una costolatura in cemento mettono l'isola al riparo da ulteriori riduzioni della superficie.

## Utilizzo
Durante la seconda guerra mondiale la Wehrmacht eresse sull'isola una torre per il controllo dei voli, dalla quale potevano essere osservati i voli dei razzi lanciati dalla postazione di Peenemünde. Ai tempi della Repubblica Democratica Tedesca (DDR) la torre venne utilizzata come torre di controllo radio nella caccia ai tentativi di fuga in Occidente dalla Zona di occupazione sovietica della Germania e dalla stessa DDR.
Dal 1972 vi stazionarono permanentemente 20 militi della polizia di confine, che controllavano a vista anche eventuali fughe attraverso la laguna di Greifswald verso il mare aperto.
Sull'isola di Ruden vengono allevate colonie d'api, che a causa dell'ambiente avverso, possono essere escluse da mescolanze con altre colonie.
Dal 1925 l'isola di Ruden appartiene al Naturschutzgebiet Peenemünder Haken, Struck und Ruden (Zona naturale del Peenemünder Haken, Struck e Ruden). Amministrativamente Ruden fa parte del comune di Kröslin ed è un posto tedesco di frontiera.
Oggi vivono sull'isola solo due abitanti. L'isola è tuttavia meta turistica: un piccolo porto viene utilizzato da amanti di sport acquatici o da visitatori che raggiungono l'isola su imbarcazioni di pescatori provenienti da Karlshagen (isola di Usedom) o da Freest, quartiere di Kröslin.
Annualmente i visitatori sono qualche migliaio.